# Joyonaqué
Joyonaqué o ramilletes cosidos es una tradición artesanal de los alrededores del centro de Chiapas y en las montañas localizadas en el norte del estado. La palabra joyonaqué proviene del zoque y significa "flor costurada" o "flor amarrada", pues esta tradición consiste en ramilletes de flores diversas, como la buganvilia, la flor de mayo, la hoja de plátano, la flor de hueso, los crisantemos, etc. Es una tradición reconocida como Patrimonio cultural inmaterial de México por la Secretaría de Cultura.

## Fabricación
Para la elaboración, las hojas de mango con mayor tamaño son enrolladas de forma que el cilindro quede lo más delgado que se pueda, como si fuera un cigarrillo, mientras que las de menor tamaño son las que sirven como base para que dichas hojas puedan mantener el cuerpo de los ramilletes. El tallo de lirio reina o palenque sirve como soporte en las costuras que se realizan en el centro y las orillas del ramillete. La flor de Chuy es utilizada para estilizar los detalles y por su color funciona como contraste.
En la región de Tuxtla Gutiérrez se utilizan agujas de 25 a 35 centímetros y los hilos o cordeles que se utilizan para la costura son los comerciales para la elaboración de hamacas, pero en la región de Venustiano Carranza y San Fernando se utilizan el ixtle (fibra vegetal proveniente del agave).  

## Materiales
Los ramilletes son elaborados con flores de mayo, hojas de mango, corteza de palenque o lirio reina, hojas de chuy y buganvilias. También se usa el tzequiscu,y  musa, nardo, crisantemos, entre otras, para tener variedad de colores.

## Ubicación
Se localiza en el estado de Chiapas en los municipios con tradición Zoque como Tuxtla Gutiérrez, Ocozocoautla de Espinosa, San Fernando, Chiapa de Corzo, Copainalá, Ocuilapa de Juárez, Venustiano Carranza, Suchiapa e Ixtapa.

## Antecedentes
Consisten en ramilletes cosidos también conocidos como Joyonaqué (flor costurada) en Tuxtla Gutiérrez, Chamales en Chiapa de Corzo o chu’l poco nichim en Venustiano Carranza. Se da una ofrenda zoque a los santos y vírgenes a principios de la primavera como muestra del comienzo de una nueva etapa y del inicio de las lluvias. No se tiene con exactitud antecedentes, sin embargo, por medio de los sellos que se encontraron en el municipio de Chiapa de Corzo se pueden relacionar algunos símbolos que se utilizan dentro de los ramilletes.
En la Nueva Esperanza se encuentra un camino de terracería que conecta con el poblado El divisadero en la comunidad de Berriozábal, ahí se localiza una gran roca con petroglifos mismos que se llegan a encontrar en una cueva en la cual los ramilleteros realizan las visitas anuales para realizar rituales agrícolas.
Para realizar la petición de lluvia y buenas cosechas al “señor del cerro” se adorna la Santa Cruz, que se encuentra normalmente al costado de un “ojo de agua”. También se ponen velas, los ramilleteros hechos con flores en la entrada de la cueva y comparten la comida que llevan. Al finalizar se pide que no haya contratiempos en la cosecha al “señor del cerro”.
Una vez que se entra a la cueva comienzan con la limpieza para preparar el altar y dejar las ofrendas, de esa forma proceden los asistentes a ser “rameados”. En la actualidad la participación de esta ofrenda ahora se realiza en las festividades hacia las vírgenes de Copoya, la virgen de la Candelaria (enero-marzo) y la virgen del Rosario (octubre), las mujeres pueden participar en dichos actos.

## Simbología y elaboración
Los joyonaqués son ofrendas que muestran el sincretismo entre la cosmovisión indígena zoque y la religión católica. Las flores suelen formar figuras que aluden al sol, la luna, el espíritu santo, el gallo, la paloma de dos cabezas, entre otras. Cuando son terminados, se colocan en un altar y son rociados con agua.
Cuando se habla de los ramilletes que se realizan en Tuxtla, se pueden identificar una gran variedad de estos, pero, es importante observar que cada ramillete lleva símbolos los cuales ayudan a descubrir la antigüedad de estos mismos, es por eso por lo que se hablara a continuación de estos símbolos y su elaboración.
En total existen 19 tipos de símbolos en los ramilletes realizados en Tuxtla, dichos símbolos se pueden dividir en tres grupos los cuales son los siguientes:
- Símbolos antiguos, son un total de 10, provenientes de épocas prehispánicas por las referencias que tiene de esta época
- Religiosos, siendo un total de 5 símbolos con referencias y figuras cristianas
- Símbolos actuales, los cuales son 4 con referencias más actuales a los cuales se les atribuyen de años pasados.[10]

Ahora bien, el grupo de los símbolos antiguos tiene como características principales el tener plasmados en ellos imágenes y referencias a los elementos que representan los dioses, siendo el sol, la luna, venus, el viento, el remolino, la flor y el cero.
Otros símbolos que se pueden encontrar en los ramilletes antiguos son de diferentes tipos de aves que representan la dualidad mesoamericana, ejemplos de estos símbolos son el águila, el colibrí y el pájaro carpintero, aunque se estima que, debido a la influencia de la religión cristiana, se rediseñaron muchos símbolos por lo cual se puede encontrar una cruz justo al centro de las aves.
Un ejemplo de los símbolos cristianos son el cáliz y el calvario que pueden ser encontrados como una cruz debajo del sol para el primero, mientras que para el segundo son tres cruces debajo del sol. Para el grupo de los símbolos más actuales, los más representativos son los que tienen la representación del eclipse de Sol, diseñado en 2008 por Sergio de la cruz, el colibrí succionando una flor y el resplandor. De estos símbolos es que parten diferentes variantes y diseños en los ramilletes fabricados en Tuxtla.
Ya que se habló de los símbolos en los ramilletes, es importante hablar sobre su elaboración, lo cual destaca inicialmente que estos eran solo fabricados para eventos tradicionales de Tuxtla, pero con el pasar de los años se fueron aceptando e implementando en celebraciones de iglesias y viviendas.
Para empezar la elaboración de un ramillete, es importante identificar que existen pasos importantes a seguir en su tradición, el primero explica que la fabricación se realizara en una casa cercana a donde se destina, pero antes de poder empezar su fabricación se debe sahumar(purificar) el sitio donde se planea trabajar en el ramillete. El tiempo de elaboración de los ramilletes es de unas 4 a 8 horas, dependiendo de la cantidad de ramilletes a realizar, aunque para agilizar el proceso es importante que se tengan a la mano lo que se utilizara como las flores y todo lo que esté relacionado al símbolo que se le pondrá al ramillete.
El tiempo que se tarda un ramilletero en fabricar la cantidad necesaria de ramilletes depende directamente de su habilidad, ya que pueden realizar múltiples ramilletes en las horas destinadas a su trabajo, aunque esto varía de los lugares en donde se elaboran. Otra de las cosas que influye mucho el tiempo de fabricación de un ramillete es la complejidad del mismo, ya que algunos son más difíciles de realizar que otros, un ejemplo de esto es el símbolo del eclipse el cual es mucho más complejo de realizar que el del cáliz o las estrellas.
No obstante, al hablar del diseño de los símbolos, existen variantes en su realización, algunos ramilleteros optan por dibujar el símbolo al mismo tiempo que hacen el ramillete, otros prefieren realizarlo hasta el final de la elaboración principal y unos pocos, siendo principalmente los que apenas están aprendiendo, optan por copiar los diseños que ya están terminados para agilizar el proceso. Lo importante al realizar el diseño de los símbolos y esto es algo en lo que todos los ramilleteros concuerdan, es que se debe conservar la medida de los cigarritos, para poder mantener esta medida en toda la fabricación del ramillete, usan dos agujas con una separación de cuatro dedos de la mano, en los cuales buscan que esta medida no se altere durante la fabricación del ramillete, aunque actualmente, muchos de los ramilleteros que se desligan más de lo tradicional, usan fotografías para que el diseño final sea simétrico y puedan optimizar más el tiempo.